# 무대와 객석
무대와 객석은 매주 일요일 밤 12시에 KBS 1TV로 방송된 텔레비전 프로그램이다.

## 기획 의도
부산 지역 문화의 공연을 소개하는 텔레비전 프로그램이다.

## 방송 시간
방송 시간은 일요일 방송을 기준으로 구분한다.
※ 2012년 10월 8일 : KBS 1TV 24시간 방송 체제 도입 이후 기준임
| 방송 채널    | 방송 기간                          | 방송 시간                           |
| ------------ | ---------------------------------- | ----------------------------------- |
| 부산 KBS 1TV | 2010년 5월 16일 ~ 2010년 12월 26일 | 매주 일요일 오전 8:10 ~ 9:00 (50분) |
| 부산 KBS 1TV | 2011년 1월 5일 ~ 2011년 3월 23일   | 매주 수요일 밤 12:35 ~ 1:25 (50분)  |
| 부산 KBS 1TV | 2011년 5월 5일 ~ 2012년 10월 4일   | 매주 목요일 밤 12:35 ~ 1:25 (50분)  |
| 부산 KBS 1TV | 2012년 10월 11일 ~ 2013년 4월 4일  | 매주 목요일 밤 12:40 ~ 1:30 (50분)  |
| 부산 KBS 1TV | 2013년 4월 14일 ~ 2013년 10월 20일 | 매주 일요일 밤 12:20 ~ 1:10 (50분)  |
| 부산 KBS 1TV | 2013년 10월 21일 ~ 2014년 3월 31일 | 매주 월요일 밤 1:10 ~ 2:00 (50분)   |
| 부산 KBS 1TV | 2014년 4월 7일 ~ 2014년 8월 25일   | 매주 월요일 밤 12:30 ~ 1:20 (50분)  |
| 부산 KBS 1TV | 2014년 9월 2일 ~ 2014년 10월 28일  | 매주 화요일 밤 12:50 ~ 1:40 (50분)  |
| 부산 KBS 1TV | 2014년 11월 4일 ~ 2014년 12월 30일 | 매주 화요일 밤 11:40 ~ 12:30 (50분) |
| 부산 KBS 1TV | 2015년 1월 5일 ~ 2015년 2월 2일    | 매주 월요일 밤 12:20 ~ 1:10 (50분)  |
| 부산 KBS 1TV | 2015년 2월 15일 ~ 2018년 12월 14일 | 매주 일요일 밤 12:00 ~ 12:50 (50분) |

## 방송 회차

### 2010년
| 회차 | 방송일    | 제목                                                  |
| ---- | --------- | ----------------------------------------------------- |
| 1    | 5월 16일  | 썬 공연예술단 'Feeling'                               |
| 2    | 5월 23일  | 152회 국악관현악단 정기연주회                         |
| 3    | 6월 27일  | 6.25 60주년 기념음악회                                |
| 4    | 7월 4일   | DOCTORS 빅 밴드 9회 정기연주회                        |
| 5    | 7월 11일  | 한마음 음악회                                         |
| 6    | 7월 18일  | 왕조의 꿈, 태평서곡                                   |
| 7    | 7월 25일  | IYF 아티스트 콘서트                                   |
| 8    | 8월 29일  | 춤 추는 삶, 그 아름다운 사람들의 몸짓                 |
| 9    | 9월 5일   | 팥빙수 같이 시원한 콘서트 '부산시립국악관현악단'      |
| 10   | 9월 12일  | 해운대문화회관                                        |
| 12   | 9월 19일  | 추억으로 떠나는 음악여행 - 아마빌레 색소폰 오케스트라 |
| 13   | 9월 26일  | 드보르작 교향곡시리즈 - 부산심포니오오케스트라        |
| 14   | 10월 3일  | 영남 풍류(風流) 돛을 달다 - 국립부산국악원 연주단     |
| 15   | 10월 10일 | 화합과 협력 - 김해교향악단, 청소년교향악단            |
| 16   | 10월 17일 | 금정문화회관 소공연자                                 |
| 17   | 10월 24일 | 우리의 민요, 세계와 만나다                            |
| 18   | 11월 7일  | 러시아 국립오케스트라 - 한러 수교 20주년 초청공연     |
| 19   | 11월 14일 | 꽃나부 풍장 - 국립부산국악원무용단                    |
| 20   | 11월 21일 | 세계청소년합창제                                      |
| 21   | 11월 28일 | 2010년 부산국제합창제 대중음악                        |
| 22   | 12월 5일  | 추억이 있는 무대 - 부산색소폰합주단 정기연주회        |
| 23   | 12월 12일 | 더불어 국악 - 청소년특별기획공연                      |
| 24   | 12월 19일 | 영화음악 플러스콘서트                                 |
| 25   | 12월 26일 | 창작산타가족뮤지컬 - 루돌프와 산타클로스              |

### 2011년
| 회차 | 방송일    | 제목                                                  |
| ---- | --------- | ----------------------------------------------------- |
| 26   | 1월 5일   | 합창과 오케스트라의 만남, 그라시아스 '칸타타' 공연    |
| 27   | 1월 12일  | 부산의 대표 테너3인 - '어울림' 공연                   |
| 28   | 1월 19일  | 2011년 영뮤직페스티벌 - 주목받는 신예들               |
| 29   | 1월 26일  | 젊음의 무대 - 동아대합창단 어울림, 피아노 영재 홍민수 |
| 30   | 2월 2일   | 신명무대 - 우리가락 우리춤                            |
| 31   | 2월 9일   | 클래식기타의 향연 - 폴리포니기타듀오 연주회           |
| 32   | 2월 16일  | 현악앙상블의 밤 - 부산시립교향악단                    |
| 33   | 2월 23일  | Lieto Trio와 함께하는 클래식과 뉴에이지               |
| 34   | 3월 9일   | 2011년 신춘음악회 - 뉴프라임 오케스트라와 피아노 협연 |
| 35   | 3월 16일  | 국립국악원 개원60주년 기념 - 한일전통가무악축제       |
| 36   | 3월 23일  | 청소년교향악단 - 인코리아유스오케스트라 정기연주회    |
| 37   | 5월 5일   | 제4회 김해국제음악제 피날레콘서트 : 리스트와 베토벤   |
| 38   | 5월 19일  | 스승과 제자가 함께하는 4인 4색 사제음악회             |
| 39   | 5월 26일  | 부산시향 레이디스 필 앙상블 "가족사랑콘서트"          |
| 40   | 6월 2일   | 해금실내악의 향연 "이현(二絃)의노래"                  |
| 41   | 6월 9일   | 단비올남성앙상블 제9회 정기연주회                     |
| 42   | 6월 16일  | 정신체무용단 기획공연 '우리 춤의 재발견'              |
| 43   | 6월 23일  | 요하네스 브람스의 독일어 레퀴엠                       |
| 44   | 6월 30일  | 심포니 오케스트라와 함께하는 6.25특집 우리는 하나     |
| 45   | 7월 7일   | 인당수에 떠오른 효                                    |
| 46   | 7월 14일  | 국악뮤지컬 부산아라                                   |
| 47   | 7월 21일  | 예인, 푸른달을 나란히 걷다                            |
| 48   | 7월 28일  | 알로이시오 오케스트라 자선음악회                      |
| 49   | 8월 4일   | 우리소리 우리춤 흥과 신영                             |
| 50   | 8월 11일  | 화합 Harmony 부산 믈라디 클라리넷 컴퍼니              |
| 51   | 8월 18일  | 네 손가락 피아니스트 이희아                           |
| 52   | 8월 25일  | 천하제일 탈 공작쇼 '추셔요'                           |
| 53   | 9월 8일   | 2011년 여름방학특집 청소년음악회                      |
| 54   | 9월 15일  | 토크 뮤지컬 Love of Queen                             |
| 55   | 9월 22일  | 우리 소리 우리 춤 삶의 몸짓                           |
| 56   | 9월 29일  | KBS국악관현악단 초청 연주회                           |
| 57   | 10월 6일  | 신화가 된 사랑 "공민"                                 |
| 58   | 10월 20일 | 제67회 청소년 협주곡의 밤                             |
| 59   | 11월 3일  | 한국춤 나빌레라                                       |
| 60   | 11월 10일 | 창극 춘향전                                           |
| 61   | 11월 17일 | 창극 춘향전                                           |
| 62   | 11월 24일 | 영화음악 + 콘서트                                     |
| 63   | 12월 1일  | 덕원의 숲 '국제 禪 아티스트 초대전'                   |
| 64   | 12월 15일 | 2011년 중견명인명무전                                 |
| 65   | 12월 22일 | 크로스노트의 재즈이야기                               |
| 66   | 12월 29일 | 강미리의 춤 金尺                                      |

### 2012년
| 회차 | 방송일    | 제목                                       |
| ---- | --------- | ------------------------------------------ |
| 67   | 1월 5일   | 신년특집 자갈치 아리랑                     |
| 68   | 1월 12일  | 신년특집 자갈치 아리랑                     |
| 69   | 1월 19일  | 전통춤의 멋과 소리                         |
| 70   | 1월 26일  | 전통선율의 떨림, 가락의 농현               |
| 71   | 2월 2일   | 네 손가락 이희아와 함께하는 열린음악회     |
| 72   | 2월 9일   | 겨울방학을 위한 청소년 음악회              |
| 73   | 2월 16일  | 시민을 위한 춤 한마당                      |
| 74   | 2월 23일  | 가족음악회 거장의 실내악                   |
| 75   | 3월 1일   | 기쁨의 노래 & 발레가 있는 합창             |
| 76   | 3월 8일   | 화합과 나눔의 음악회 국제음악제            |
| 77   | 3월 15일  | 춤, 그 나래를 펼치다                       |
| 78   | 3월 22일  | 현과 피아노와의 만남                       |
| 79   | 3월 29일  | 봄을 부르는 소리 가야금                    |
| 80   | 4월 5일   | 브람스를 좋아하세요!!                      |
| 81   | 4월 12일  | 봄을 부르는 우리소리 우리춤                |
| 82   | 4월 19일  | 봄을 부르는 우리소리 우리춤                |
| 83   | 4월 26일  | 봄의 소리 - 아마빌레 색스폰 오케스트라     |
| 84   | 5월 3일   | 합창 - 축제미사                            |
| 85   | 5월 10일  | 사랑과 열정이 숨쉬는...                    |
| 86   | 5월 17일  | 仙風 - 흥에 취하다                         |
| 87   | 5월 24일  | 가족과 함께하는 '바리 서천꽃 그늘'         |
| 88   | 5월 31일  | 퓨전시나위 "예타래"                        |
| 89   | 6월 7일   | 가요합창의 四季 풀잎사랑                   |
| 90   | 6월 14일  | 부산신포니에타 정기연주회                  |
| 91   | 6월 21일  | 소리극 '까막눈의 왕'                       |
| 92   | 6월 28일  | 소리극 '까막눈의 왕'                       |
| 93   | 7월 5일   | 창작 무언극 몽중몽                         |
| 94   | 7월 12일  | "무첩" 강미리 무용단                       |
| 95   | 7월 19일  | 춤으로 피어나는 효녀심청                   |
| 96   | 7월 19일  | 효명세자의 꿈                              |
| 97   | 8월 16일  | 국제 안무가육성과 초청공연                 |
| 98   | 8월 23일  | 국제 안무가육성과 초청공연                 |
| 99   | 8월 30일  | 국악 어울림 한마당 - 현재와 미래           |
| 100  | 9월 6일   | 조선왕실 콘서트 달콤한 하품                |
| 101  | 9월 13일  | 부산예술고등학교 "예솔제"                  |
| 102  | 9월 20일  | 제22회 영.호남 교류 음악회                 |
| 103  | 9월 27일  | 서도창극 배뱅이굿                          |
| 104  | 10월 4일  | 제5회 그랜드 피아노 페스티벌               |
| 105  | 10월 11일 | 가을에 듣는 국악실내악 - 바다로 간 연어    |
| 106  | 10월 18일 | 한량 - 박성호 춤탈극                       |
| 107  | 11월 1일  | 제5회 대한민국 청소년 합창제               |
| 108  | 11월 8일  | 제5회 대한민국 청소년 합창제               |
| 109  | 11월 15일 | 물(物) 긷는 여인 - 미야 아트댄스 컴퍼니    |
| 110  | 11월 22일 | 부산 색스폰 오케스트라 - 제5회 정기 연주회 |
| 111  | 11월 29일 | 창단 20주년 특별 연주회 부산 플루트 앙상블 |
| 112  | 12월 6일  | 2012년 수험생을 위한 음악회                |
| 113  | 12월 13일 | 타악으로 펼치는 춤의 향연 - 부산 판타지    |
| 114  | 12월 20일 | 2012년 신명난 송년회 - "사물놀이 청"       |
| 115  | 12월 27일 | 2012년 신명난 송년회 - "사물놀이 청"       |

### 2013년
| 회차 | 방송일    | 제목                                                           |
| ---- | --------- | -------------------------------------------------------------- |
| 116  | 1월 3일   | 여성창극 "파랑새의 넋"                                         |
| 117  | 1월 10일  | 여성창극 "파랑새의 넋"                                         |
| 118  | 1월 17일  | 아담스 플루트 앙상블 + 임채흥 예술휘파람                       |
| 119  | 1월 24일  | 2013년 우리춤 산책                                             |
| 120  | 1월 31일  | 울산시립교향악단 2013년 신년 음악회                            |
| 121  | 2월 7일   | 제8회 부산국제음악제 가족음악회                                |
| 122  | 2월 14일  | 샛별영재와 클래식 하모니                                       |
| 123  | 2월 21일  | 청소년을 위한 두 Dream 콘서트                                  |
| 124  | 2월 28일  | 봄이 오는 길목에서 - 부산시립합창단                            |
| 125  | 3월 7일   | 춤, 그 나래를 펼치다 - 부산예술고등학교                        |
| 126  | 3월 14일  | 신사들의 품격있는 수다                                         |
| 127  | 3월 21일  | 보통사람을 위한 팡파레 - 부산시민오케스트라                    |
| 128  | 3월 28일  | 행복나눔 국악 콘서트 - 음악대륙 가이아                         |
| 129  | 4월 4일   | 2013년 국립민속국악원 초청공연 심청                            |
| 130  | 4월 21일  | 2013년 국립민속국악원 초청공연 심청                            |
| 131  | 4월 28일  | 제19회 을숙도 명품 콘서트                                      |
| 132  | 5월 5일   | 자갈치 아리랑                                                  |
| 133  | 5월 12일  | 자갈치 아리랑                                                  |
| 134  | 5월 19일  | 제24회 경성현악합주단 정기연주회                               |
| 135  | 6월 2일   | 가요 합창의 밥 'concert R, B, G'                               |
| 136  | 6월 9일   | 문양숙 가야금 독주회 - 국립부산국악원 화요공감                 |
| 137  | 6월 16일  | 우리 소리 우리 춤 - 국립부산국악원 토요신명무대                |
| 138  | 6월 23일  | 유진 박 'Back to classic'                                      |
| 139  | 6월 30일  | 유진 박 'Back to classic'                                      |
| 140  | 7월 28일  | 난치병 어린이를 위한 사랑 나눔 음악회                          |
| 141  | 8월 4일   | 제21회 을숙도 명품 콘서트 - 그 고독한 E음의 coda...            |
| 142  | 8월 11일  | 2013년 닥터스 심포닉 밴드 정기 연주회                          |
| 143  | 8월 18일  | 리신차오의 베토벤 심포니 사이클 VI                             |
| 144  | 8월 25일  | 부산시립국악관현악단 정기연주회 Paradise                       |
| 145  | 9월 1일   | 바다를 위한 전주곡 - 부산시민오케스트라 제1회 정기 연주회      |
| 146  | 9월 8일   | 한 여름 밤의 합창 축제 - 부산·울산·경남 3개 시도 교류 음악회   |
| 147  | 9월 15일  | 〈르 벨베데르 路의 산책〉 제23회 을숙도 명품 콘서트            |
| 148  | 9월 22일  | 2013년 부산마루국제음악제 폐막연주회                           |
| 149  | 9월 29일  | 제69회 부산시립교향악단 청소년 협주곡의 밤                     |
| 150  | 10월 13일 | 제30회 사랑나눔 음악회                                         |
| 151  | 10월 21일 | 제15회 부산시립청소년교향악단 정기연주회 - 로맨틱 발레 음악    |
| 152  | 10월 28일 | 효산 강태홍 탄생 120주년 기념음악제                            |
| 153  | 11월 4일  | 부산국악챔버오케스트라 '여운' 10주년 기념음악회                |
| 154  | 11월 11일 | 국립부산국악원 제32회 화요공감무대 - 四 聲                     |
| 155  | 11월 18일 | 리신차오의 베토벤 사이클 V                                     |
| 156  | 11월 25일 | 제169회 부산시립국악관현악단 정기연주회 - '새로움, 설렘, 동행' |
| 158  | 12월 10일 | 부산시립무용단 창단 40주년 기념공연 - 40 춤추는 영혼           |
| 159  | 12월 16일 | 부산시립무용단 창단 40주년 기념공연 - 40 춤추는 영혼           |
| 160  | 12월 23일 | 을숙도 콘서트 스페셜                                           |
| 161  | 12월 30일 | Happy Christmas! 부산시립소년소녀합창단 40주년 기념공연        |

### 2014년
| 회차 | 방송일    | 제목                                                                    |
| ---- | --------- | ----------------------------------------------------------------------- |
| 162  | 1월 6일   | 부산시립극단 특별기획공연 '격정천리'                                    |
| 163  | 1월 13일  | 부산시립극단 특별기획공연 '격정천리'                                    |
| 164  | 1월 20일  | All that Verdi All the Opera 갈라공연                                   |
| 165  | 1월 27일  | All that Verdi All the Opera 갈라공연                                   |
| 166  | 2월 3일   | 부산시립교향악단 2014년 신년음악회                                      |
| 167  | 2월 10일  | 부산시립교향악단 2014년 신년음악회                                      |
| 168  | 2월 24일  | UKO 2014년 유명신예음악회                                               |
| 169  | 3월 3일   | 리신차오의 '신세계로부터'                                               |
| 170  | 3월 10일  | 리신차오 & 부산시립교향악단 스페셜 '운명'                               |
| 171  | 3월 17일  | 2014년 평화통일콘서트                                                   |
| 172  | 3월 24일  | 만남, 아름다운 봄 - 부산시립국악관현악단 정기연주회                     |
| 172  | 3월 31일  | 러시아가 사랑한 음악 - KBS 교향악단 초청 연주회                         |
| 173  | 4월 14일  | 부산시립 소년소녀 합창단 141회 정기연주회 모차르트 'requiem'            |
| 174  | 4월 28일  | 국립부산국악원 무영단 제6회 정기공연 춤극 '야류'                        |
| 175  | 5월 12일  | 국립부산국악원 무영단 제6회 정기공연 춤극 '야류'                        |
| 176  | 5월 19일  | 제38회 부산심포니오케스트라 정기연주회 YG 콘서트 - 베토벤 교향곡 시리즈 |
| 177  | 5월 26일  | 무지카 비바 제20회 정기 연주회 재즈 in 클래식                           |
| 178  | 6월 2일   | 을숙도 명품 콘서트, 아랑훼스, 낙원으로의 초대                           |
| 179  | 6월 9일   | 을숙도 명품 콘서트, 아랑훼스, 낙원으로의 초대                           |
| 180  | 6월 16일  | 인코리안아카데믹 오케스트라 제19회 정기 연주회                          |
| 181  | 6월 23일  | 최윤영의 동백꽃을 사랑한 경상도 민요                                    |
| 182  | 6월 30일  | 제23회 글로리콰이어 정기연주회                                          |
| 183  | 7월 7일   | 부산시립국악관현악단 제 173회 정기연주회                                |
| 184  | 7월 21일  | 부산시립국악관현악단 제 173회 정기연주회                                |
| 185  | 7월 28일  | 부산원로교향악단 제7회 정기연주회                                       |
| 186  | 8월 4일   | 부산원로교향악단 제7회 정기연주회                                       |
| 187  | 8월 18일  | 제32회 을숙도 명품 콘서트                                               |
| 188  | 8월 25일  | 제32회 을숙도 명품 콘서트                                               |
| 189  | 9월 2일   | 부산시립국악관현악단 제174회 정기연주회 풍향                            |
| 190  | 9월 16일  | 부산시립국악관현악단 제174회 정기연주회 풍향                            |
| 191  | 9월 23일  | 부산사립합창단 특별연주회 "써머판타지"                                  |
| 192  | 9월 30일  | 을숙도 명품콘서트 투란도트                                              |
| 193  | 10월 7일  | 을숙도 명품콘서트 투란도트                                              |
| 194  | 10월 14일 | 2014년 두레라움 실내악 축제 IPB 초청 연주                               |
| 195  | 10월 21일 | 2014년 두레라움 실내악 축제 IPB 초청 연주                               |
| 186  | 10월 28일 | 영도문화회관 기획, 뉴프라임 오케스트라 콘서트                           |
| 187  | 11월 4일  | 네오필하모닉 오케스트라와 함께하는 KBS부산 클래식 음악회                |
| 188  | 11월 11일 | 국립부산국악원 교류음악회                                               |
| 189  | 11월 18일 | 국립부산국악원 교류음악회                                               |
| 190  | 11월 25일 | 2014년 부산국제합창제 전야 대합창                                       |
| 191  | 12월 2일  | 2014년 부산국제합창제 2부, 안산시립합창단 갈라콘서트                    |
| 192  | 12월 9일  | 제7회 라메르오케스트라 정기연주회                                       |
| 193  | 12월 16일 | 황의종의 치유음악                                                       |
| 194  | 12월 23일 | 모스크바 방송교향악단 내한공연 (KBS부산 개국 79주년 기념)               |
| 195  | 12월 30일 | 모스크바 방송교향악단 내한공연 (KBS부산 개국 79주년 기념)               |

### 2015년
| 회차 | 방송일    | 제목                                                                         |
| ---- | --------- | ---------------------------------------------------------------------------- |
| 196  | 1월 5일   | 푸치니 서거 90주기 기념 갈라 콘서트 '올댓 푸치니 올댓 오페라'                |
| 197  | 1월 12일  | 푸치니 서거 90주기 기념 갈라 콘서트 '올댓 푸치니 올댓 오페라'                |
| 198  | 2월 2일   | 제10회 부산국제음악제 - 거장의 실내악 1                                      |
| 199  | 2월 15일  | 2015신년음악회 - 부산시립교향악단 제507회 정기연주회                         |
| 200  | 3월 1일   | 제10회 부산국제음악제 - 거장의 실내악 2                                      |
| 201  | 3월 15일  | 세계속의 우리음악 : 해금연주 꽃별                                            |
| 202  | 3월 29일  | 제10회 부산국제음악제 - 거장의 실내악 3                                      |
| 203  | 4월 12일  | 2015 국립민속국악원 교류공연 판소리 춤극                                     |
| 204  | 4월 26일  | 국립부산국악원 무용단 정기공연/ 이십사월 '춤방'                              |
| 205  | 5월 10일  | 바리톤 고성현과 함께하는 봄                                                  |
| 206  | 5월 24일  | 2015 부산국제연극제 개막작, “말괄량이 길들이기(La Megere Apprivoisee)” - 1막 |
| 207  | 5월 31일  | 제 19회 정기 연주회 Tone In Free Wind Orchestra                              |
| 208  | 6월 21일  | 부산야외오페라 페스티발 '오페라 아이다'                                      |
| 209  | 6월 28일  | 부산야외오페라 페스티발 '오페라 아이다'                                      |
| 210  | 7월 19일  | 2015 평화통일콘서트                                                          |
| 211  | 8월 2일   | 2015 부산국제무용제                                                          |
| 212  | 8월 16일  | 2015 부산바다축제 "한여름 밤의 낭만콘서트"                                   |
| 213  | 8월 30일  | 2015부산음악협회 창립50주년기념 '2015 부산신인음악회'                        |
| 214  | 9월 13일  |                                                                              |
| 215  | 10월 4일  |                                                                              |
| 216  | 11월 22일 | 깊은 가을 국악의 향기/ 부산시립국악관현악단 181회 정기연주회                 |
| 217  | 12월 6일  | 부산시립무용단 제73회 정기공연/ 新 월인천강                                  |
| 218  | 12월 20일 | 고충진 클래식 기타 독주회                                                    |

## 같이 보기
- TV 문화속으로